# خوسيه مورا
خوسيه مورا (بالإسبانية: José Mora)‏ هو لاعب كرة قدم كوستاريكي، ولد في 2 يونيو 1992 في نيكوجا في كوستاريكا. شارك مع منتخب كوستاريكا لكرة القدم. أما مع النوادي، فقد لعب مع A.D.R. Jicaral ‏.

## وصلات خارجية
- خوسيه مورا على موقع قاعدة بيانات كرة القدم.إي يو (الإنجليزية)
- خوسيه مورا على موقع Soccerway.com (الإنجليزية)